# Liaromorpha natalicium
Liaromorpha natalicium är en insektsart som beskrevs av Andrej Vasiljevitj Gorochov 2007. Liaromorpha natalicium ingår i släktet Liaromorpha och familjen vårtbitare. Inga underarter finns listade i Catalogue of Life.